# Республика Россоно
Республика Россоно — якобы существовавшее в 1942—1943 годах независимое антисоветское государственное образование на оккупированной Третьим Рейхом территории Российской СФСР, в Идрицком районе Калининской области, в заболоченных и лесистых местах к востоку от Идрицы; согласно источникам, планировалось также занять и Россонский район Белорусской ССР. В скудных источниках утверждается, что идеологически образование было ориентировано на социализм, а врагами в нём объявлялись обе стороны в Великой Отечественной войне.

## История
Республика Россоно была образована осенью 1942 года. Согласно Карову, она появилась весной после того, как нацисты в зоне оккупации решили провести эксперимент, возвращая помещикам, преимущественно германским, экспроприированные в Октябрьскую революцию земли. На захваченные территории прибыли несколько бывших помещиков, среди которых были бывший помещик Адольф Бек и барон Шауэер; о них писал партийный журнал «Спyтник aгитaтopa» в 1942 году, характеризуя установленные порядки как «рабовладельческие». Действия нацистов вызвали возмущение местных крестьян, которое, как утверждается, возглавили коллаборационисты, в прошлом сосланные в глушь по политическим обвинениям: бывший эсер Николай Либих (Карл Либик) и начальник идрицкой полиции Степан Грязнов, осуждённый за «aнтиcoвeтcкyю aгитaцию». Позднее к ним, как говорится, присоединился «анархист» Мартыновский, который в работе Ермолова не упоминается. Общим собранием была объявлена республика, врагами были объявлены как Третий Рейх, так и Сталин. Ермолов пишет, что было выбрано полное название «Свободная советская республика Россоно без Сталина и коммунистов», в то время как Каров пишет, что полным названием было «Свободная партизанская республика Россоно». Идеологией государства стала смесь утопизма, социализма и национализма. Каров же пишет, что «основой существования россоновцев было разграбление местного крестьянского населения», позже они стали грабить города и нацистские интeндaнтcкиe пoeздa.
Либиху и Грязнову достались 20 деревень с населением примерно в 15 000 человек. Изначально планировалось сделать центром образования Идрицу, однако нацисты отбили атаку, и главы республики ушли в болота, планируя сделать центром город Россоно.
К началу 1943 года отряды Россоно насчитывали (как утверждается) до тысячи или даже от тысячи до 10 тысяч бойцов. Отряды Либиха и Грязнова делали набеги на небольшие немецкие гарнизоны, с советскими партизанами была договоренность о нейтралитете.
В донесении шефа айнзацгруппы «В» полиции безопасности «Положение банд в Россонской зоне» от 20 октября 1943 года говорится:

Существование россонской бандитской зоны означает возрастающую опасность. Из этой зоны исходит далеко идущая опасность для всех коммуникаций снабжения северной части центрального участка фронта. Кроме того, эта зона создает плацдарм для далеко идущих операций Красной армии в тылу немецкого фронта.
Ермолов считает, что в донесении может идти речь о Республике Россоно, поскольку существовавший рядом партизанский край, по его мнению, не стали бы называть «бандитской зоной» и «плацдармом» из-за мобильности партизанских отрядов.
Как пишет Посадский, в 1943 году республика подверглась бомбардировке советской авиацией, затем на территории высадился десант Центрального штаба партизанского движения, полностью уничтожив республику. Грязнов был убит советскими партизанами в марте.
По утверждениям Карова, республика была уничтожена во время проведённой в феврале-марте 1943 года операции «Зимнее волшебство». В ходе операции было уничтожено и сожжено живьём 15000 местных жителей, 2000 угнаны на работы в Германию, более 1000 детей помещено в Саласпилсский лагерь смерти в Латвии. Разграблено и сожжено 158 населенных пунктов. В ходе боёв оба руководителя республики погибли.
Управление остатками Республики Россоно взял на себя Мартыновский. Под его контролем оставалось всего 5-7 деревень. Командуя отрядом в 200-250 человек, Мартыновский ушёл в дебри и стал нападать на крестьян и советских партизан. Дальнейшая судьба Мартыновского неизвестна, но говорится, что он якобы мог быть убит «разведчицей Ниной Дундуковой».
Возможно, Кандауров говорит о командире «лже-партизан» Мартыновском, описанном в монографии Б. Ковалёва «Коллаборационизм в России 1941-1945 гг.»: речь идёт о Николае Александровиче Мартыновском, убитом в 1944 году своим заместителем Решетниковым руководителе «Ягд-команды» — коллаборационистского разведывательно-карательного формирования, созданного нацистскими спецслужбами, выдававшего себя за советский партизанский отряд. Известно, что формирование действовало в Псковской области, однако Республика Россоно никак в монографии не упоминается.

## Описание
Население республики составляли дезертиры, бежавшие как из советских партизанских отрядов и Красной армии, так и из коллаборационистских частей, служащие вспомогательной полиции, а кроме них, красноармейцы-окруженцы. Каров утверждает, что 90% составляли советские и коллаборационистские дезертиры, помимо них были дезертировавшие немецкие военные. Ермолов пишет, что территория составляла 10—15 квадратных километров, и что «о количестве... населения точных данных нет, однако оно постоянно увеличивалось вплоть до окончания существования республики, то есть до лета 1943 года».
На территории были установлены следующие порядки: 
- Каждый член крестьянской семьи получил земельный надел размером в 2.5 га. Также был установлен продналог — крестьяне должны были отдавать 20 % от своего урожая[3];
- На каждого взрослого жителя республики накладывалось обязательство в виде отработки двух дней в неделю на нужды республики на общественных работах, например, ремонтируя школы и расчищая дороги[3]. По 6 часов на каждый день отработки;
- Каждая деревня руководилась советами[3]: в выборных Советах депутатов было по одному депутату от каждых 10 человек.

Должность Либиха упоминается как «бургомистр» и «Председатель Советов»; Грязнов стал начальником полиции и возглавил подобие кабинета министров, получив должность «Председателя Генеральной Хозяйственной части».